# Médaille du prisonnier de guerre 1940-1945

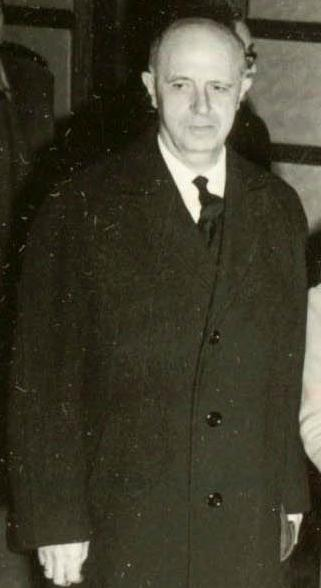
Le Comte Pierre Harmel, un récipiendaire de la Médaille du prisonnier de guerre 1940-1945

La Médaille du prisonnier de guerre 1940-1945 (néerlandais : Krijgsgevangenenmedaille 1940-1945) était une médaille belge établie par arrêté du Régent le 20 octobre 1947 et décernée à tous les membres de l'armée belge qui furent prisonniers des forces de l'Axe durant la Seconde Guerre mondiale.  La médaille pouvait être décernée à titre posthume.

## Insigne
La Médaille du prisonnier de guerre 1940-1945 était une médaille circulaire de 38 mm de diamètre frappée de bronze avec une couronne tridimensionnelle haute de 25 mm fixée à celle-ci sur un pivot lui donnant une hauteur totale de 64 mm.  Son avers portait un glaive pointant verticalement vers le bas superposé sur une croix grecque avec des feuilles de laurier entre ses bras.  Les bras latéraux de la croix portait les millésimes "1940" et "1945" séparés par le glaive.  Un fil de fer barbelé entourait la croix sur l'entière circonférence de la médaille 3 mm à l'intérieur du rebord de celle-ci.  Le revers arborait un mirador devant la clôture d'un camp de prisonniers, encerclés par une chaîne sur l'entière circonférence de la médaille 3 mm à l'intérieur du rebord de celle-ci.  Des barrettes en bronze pouvaient être agrafées sur le ruban, une barrette représentait une période de 6 mois de d'emprisonnement.

## Récipiendaires illustres (liste partielle)
- Lieutenant-général Albert Baron Crahay
- Lieutenant-général de cavalerie Marcel Jooris
- Lieutenant-général le chevalier Louis Teysen
- Lieutenant-général Constant Weyns
- Major-général Maurice Jacmart
- Lieutenant-général de cavalerie le chevalier Maximilien de Neve de Roden
- Lieutenant-général Alphonse Verstraete
- Lieutenant-général le baron Raoul de Hennin de Boussu-Walcourt
- Lieutenant-général Joseph Leroy
- Lieutenant-général Fernand Vanderhaeghen
- Lieutenant-général Robert Oor
- Lieutenant-général Libert Elie Thomas
- Lieutenant-général Léon Bievez
- Major-général Jean Buysse
- Major-général Paul Jacques
- Major-général aviateur Norbert Leboutte
- Aumônier-Général Louis Kerremans
- Comte Pierre Harmel
- Guy Cudell
- Joseph Fassotte
- Comte Gatien du Parc Locmaria
- Baron Gilbert Thibaut de Maisières
- Comte Charles de Limburg Stirum